# Челноков, Леонид Константинович
Леони́д Константи́нович Челноко́в (1919, Москва — 2003, там же) — советский художник-график, художник-оформитель продукции кондитерских фабрик «Красный Октябрь», «Рот-Фронт», «Ударница», «Бабаевский».

## Биография
Родился в семье литографа Константина Петровича Челнокова (1888—1971).
В 1930-е годы Челноков под руководством Константина Юона занимался в «рабочей студии» при ВЦСПС, брал частные уроки у Игоря Грабаря, учился у Мануила Андреева.
В годы Великой Отечественной войны служил художником политотдела 27-й дивизии в Хабаровске.
В послевоенные годы оформлял продукцию московских пищевых предприятий. В 1947 году к годовщине Октябрьской революции Челноков сделал эскиз этикетки для 100-граммового шоколада, который был утвержден худсоветом фабрики «Красный Октябрь», после чего начинающего промышленного графика приняли в штат, где он и проработал 42 года, сначала рядовым оформителем, а затем до выхода на пенсию в 1990 году — главным художником.
Его произведения находятся на конфетах «Незнайка», «Ну-ка, отними!», «Раковые шейки», «Петушок», «Красный мак», «Стратосфера», «Бенедиктин», «Коровка», «Трюфели», «Чебурашка», «Кис-кис», «Лимонные», шоколадках: «Аленка», «Конек-Горбунок», «Мишка», «Слава», «Жар-птица», «Сказки Пушкина» и многих других. За оформление плиток «Шоколад с орехами» и «Шоколад с апельсиновой корочкой» были присвоены золотые медали на оптовых выставках в Европе: на Всемирной выставке в Брюсселе в 1958 году, на Лейпцигской ярмарке в 1978 году, на Пловдивской ярмарке в 1986 году.
Кроме этикеток для кондитерской продукции Челноков сделал этикетки для сыров, паштетов, водок, вина. Как станковист писал цветы, пейзажи. В 1990-е годы писал иконы.
В начале 2000-х годов Челноков подавал в суд на фабрику «Красный Октябрь», намереваясь добиться запрета на использование созданных им этикеток.
Похоронен в Москве на Даниловском кладбище.